# Pollo Kiev

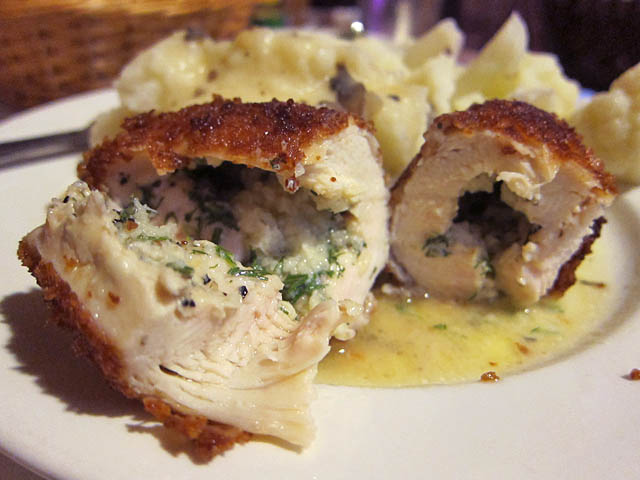
Ucraniano Pollo Kiev

El pollo Kiev es un plato de pechuga de pollo deshuesada aporreada y enrollada alrededor de un trozo de mantequilla de ajo sin sal fría, que se empana y se fríe u hornea.
El origen del plato es disputado. El historiador gastronómico ruso William Pokhlebkin afirmaba que la receta fue inventada en el Merchants' Club de Moscú a principios del siglo XX, y fue bautizada como «pollo Kiev» (kotleta po-kievski) en algún restaurante ucraniano años después. Sin embargo, otros expertos gastronómicos han cuestionado esta afirmación, apoyando su origen kievita.
Hay otros platos parecidos al pollo Kiev, destacando el sanjacobo de pollo relleno de jamón y queso en lugar de solo mantequilla o queso.
El pollo Kiev fue el primer plato precocinado introducido por Marks & Spencer en 1976. Aparte de en los territorios de la antigua Unión Soviética, el plato es conocido también en países de habla inglesa y en Francia, donde es conocido por el nombre Suprême de volaille à la Kiev.